# Kilt

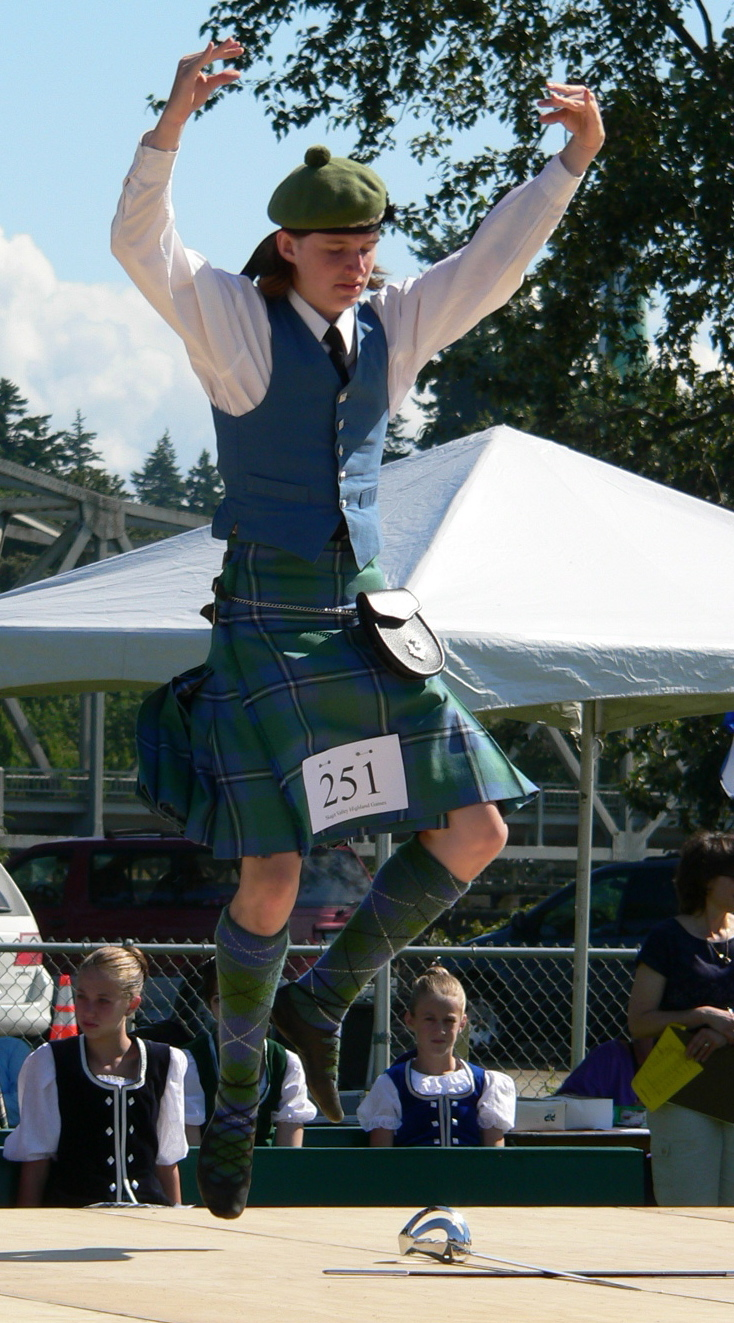
Tänzer bei den Highland Games im Kilt

Das Wort Kilt kommt aus dem Schottischen und bezeichnet seit dem 16. Jahrhundert einen knielangen Rock. Der Kilt ist das zentrale Bestandteil der Hochlandkleidung. Der Little Kilt oder moderne Kilt entstand im 18. Jahrhundert und ist im Wesentlichen die untere Hälfte des Großen Kilts. Seit dem 19. Jahrhundert wird er mit der schottischen Kultur im Allgemeinen und mit dem gälischen oder keltischen Erbe im Besonderen in Verbindung gebracht. Weiterhin ist er Bestandteil der Uniform von Pipe Bands. Die Länge eines Kilts wird so gewählt, dass er dem Träger bis an die Knie reicht und beim Hinknien nicht den Boden berührt. Traditionell ist der Kilt Männern vorbehalten, Frauen tragen dagegen die so genannten kilted Skirts, das sind kiltähnliche Röcke, die auch länger oder kürzer sein können als tatsächliche Kilts.

## Geschichte des Kilts

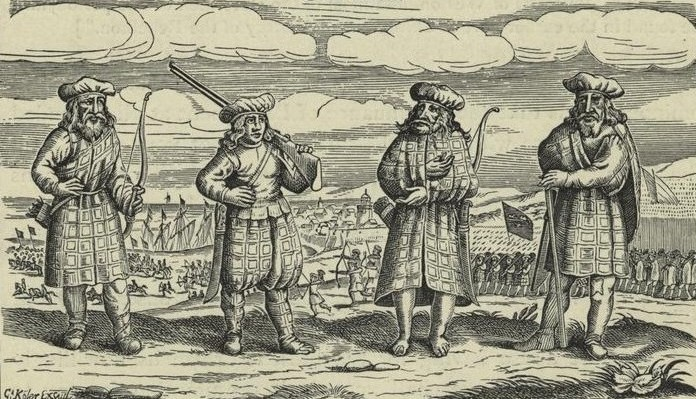
Älteste bekannte Darstellung des Highland Dress (mit Hosen, Tunika und belted plaid): Mitglieder eines schottischen Söldnerregiments im Dreißigjährigen Krieg (1631) bei der Landung in Stettin

Das heute als Kilt (gälisch am féileadh beag – das kleine Plaid, Scots fillebeg) bekannte Kleidungsstück soll Hugh Trevor-Roper zufolge nach 1725 vom englischen Fabrikbesitzer Thomas Rawlinson erfunden worden sein. Da er einige Hochlandschotten an seinem Hochofen beschäftigte und sie durch das Tragen ihres voluminösen Plaids gefährdet sah, kürzte er den great belted plaid (gälisch am féileadh mór, das große Plaid) und schneiderte die zuvor durch Wicklung hervorgerufenen Falten in das Kleidungsstück mit ein. Allerdings zeigt The Armorial Bearings of the Chief of the Skenes von 1692 diesen bereits im féileadh beag.
Der Plaid als Begriff und später auch als Kleidungsstück lässt sich dagegen gesichert ab dem späten 16. Jahrhundert nachweisen. Vorher wurden Tunika und lange Hosen, die triubhas oder (anglisiert) trews getragen. Er ist, wie auch der Begriff nahelegt, aus einer Decke entstanden, die zumindest nachweislich im frühen 17. Jahrhundert von Hochlandschotten um die Schultern über ihrem Kittel (cotte) getragen wurde. Etwas später wird der Begriff als Bezeichnung für den Stoff notiert, aus dem Wams, Hosen und Strümpfe der Hochlandschottenarmee im Bürgerkrieg von 1639 angefertigt sind.
Die Karos der Schottenkleidung sind berühmt, aber der Clan war daran nicht erkennbar, dagegen mehr der Reichtum des Trägers. Arme trugen einfarbige oder einfach karierte Stoffe, derweil Reiche sich mehrfarbige Karos leisten konnten.
Der große Kilt, belted Plaid, war Decke und Kleidungsstück in einem. In heißen Sommern legte der Hochlandschotte ihn ab und verknotete das lange Hemd, das er trug, zwischen den Beinen oder aber nahm einen wesentlich dünner gewebten Plaid. So wurde im Sommer auch gekämpft. Wer es sich leisten konnte, trug die für das Hochland typischen langen Hosen, die trews, während die Lowlandschotten einfarbige Kniehosen und weiße Strümpfe bevorzugten.
Nach der schottischen Niederlage in der Schlacht von Culloden wurden Kilts und Plaids als Element schottischer Identität im Disarming Act von 1746 verboten, und erst 1782 wieder erlaubt. Der Kilt erlebte eine große Renaissance, als der britische König Georg IV. 1822 Schottland besuchte und sich im Kilt präsentierte (nebst fleischfarbener Strumpfhose); in diese Zeit fällt auch die Erfindung des Mythos von „Clan-Tartan“.

## Geschichte des Karomusters

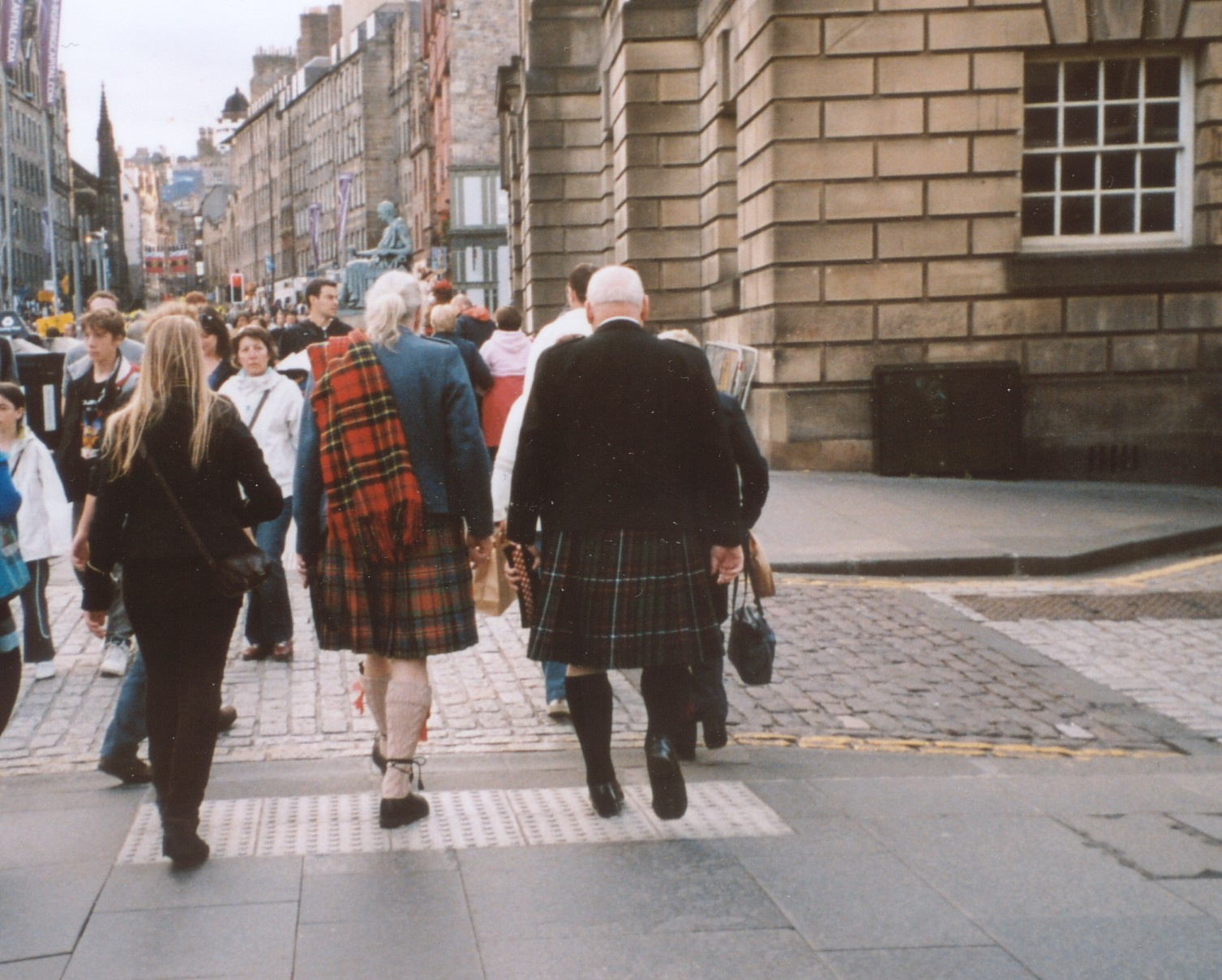
Kilt als (heute seltene) Alltagskleidung in Edinburgh

Das heutige Karomuster, das typisch für den jeweiligen Clan ist, ist vermutlich eine Erfindung des romantischen 18. Jahrhunderts. Obwohl es in Schottland, wie aber auch auf dem Festland, eine sehr lange Tradition in Karos gemusterter Kleidungsstücke gibt, waren diese vermutlich nicht familienspezifisch.
Der älteste Fund eines Stoffs mit „Karomuster“, das Falkirk sett, stammt aus dem 3. Jahrhundert v. Chr. Das Muster entstand durch Verwendung der Wolle von hellen und dunklen Schafen. Dieses Muster wurde später als the shepherd's plaid bezeichnet, jedoch lässt sich keine Verbindung mit dem heutigen Clan-Tartan nachweisen. Allerdings enthielt diese Kleidung Hosen, keinen Kilt oder Plaid. Die ältesten nachgewiesenen Tartans sind Regionen (districts) zugeordnet, nicht Clans. Eine mögliche Erklärung dafür ist, dass die Weber in einer bestimmten Gegend bestimmte Muster bevorzugten und die Bewohner sich lokal einkleideten. Einer dieser Tartans, der Huntly tartan, aus der gleichnamigen Region im Nordosten Schottlands, wurde während des Jakobitenaufstands von 1745 von etlichen Clans getragen, so von den Clans Gordon, Forbes, Munro, MacRae, Ross und Brodie. Auch der legendäre Bonnie Prince Charlie soll eine Variante davon getragen haben.
Auch wenn die feste Zuordnung von Tartans zu Clans nicht haltbar ist, tragen „echte“ Schotten auch heute gerne „ihren“ Tartan. Nach wie vor gibt es neutrale Muster, die statt der Namen von Clans die von Regionen (etwa der Edinburgh-Tartan) oder Organisationen (etwa die Tartans der Royal Scottish Country Dance Society oder des Debian-Projekts) tragen oder völlig von solchen Assoziationen freigehalten werden. Es wird auch nicht kontrolliert, ob der Käufer eines Kilts „berechtigt“ ist, den betreffenden Tartan zu tragen, und auch als Nicht-Schotte kann man unter allen Tartans wählen, die der Kiltmacher im Angebot hat. Tartanwebereien stellen auf Wunsch beliebige, auch neu erfundene Tartans her; das Scottish Register of Tartans versucht, die existierenden Tartans zu katalogisieren und Dopplungen zu vermeiden.

## Elemente des Kilts

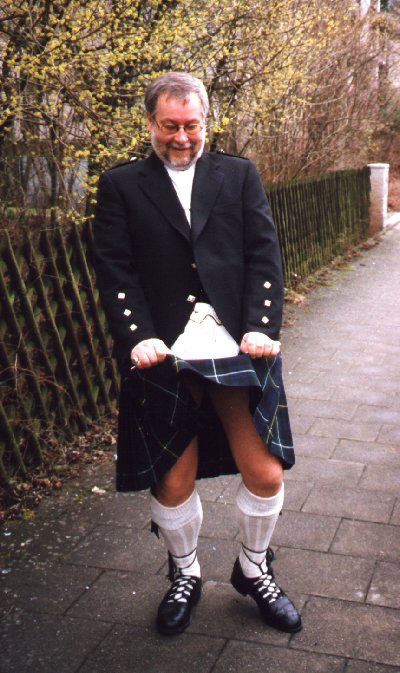
Ein Mitglied des Clans Campbell im Campbell-of-Argyll-Tartan

Typisch für den Kilt ist das Karomuster, der Tartan. Viele Tartans tragen den Namen des Clans, dem sie zugeordnet sind. Oft wird angenommen, dass diese Tartans den Angehörigen des jeweiligen Clans vorbehalten sind. Tatsächlich wird in Schottland das Tragen eines Clan-Tartans durch Clanfremde nicht gern gesehen. Aber es gibt keine bindende rechtliche Vorschrift, die dies verbietet. Schotten, die sich als Mitglied eines Clans verstehen, tragen natürlich nur den korrekten Tartan. Dabei haben die meisten Clans je nach Anlass unterschiedliche Tartans (zum Beispiel Mod, Dress Mod, Weath oder Faded Weath bezeichnet). Andere Tartans heißen nach Orten, Regionen, Vereinen oder Berufsständen.
In Schottland ist der Kilt heute weniger als Alltagskleidung denn als Festtagskleidung üblich. Auch die Anhänger der schottischen Fußball- oder Rugby-Nationalmannschaften treten gerne im Kilt auf. Es gibt Kilts in unterschiedlichen Stoffqualitäten und -gewichten vom leichtgewichtigen „casual“ für den Tagesgebrauch bis zum schwereren „full weight worsted“ für formelle Anlässe. Neben dem traditionellen hochwertigen, aber teuren Wollstoff werden heute auch billigere Kilts aus Baumwolle oder Polyester angeboten, dazu „Designer-Kilts“ aus Materialien wie Leder oder Jeansstoff. Die verwendete Stoffmenge variiert ebenfalls: Für einen traditionell gearbeiteten Kilt braucht man etwa 7 bis 8 Meter Stoff, einfachere und billigere Kilts kommen mit der Hälfte aus. Die genaue Menge hängt auch von den Maßen des Trägers und der Breite des Tartanmusters (sett) ab. Ein weiterer Faktor ist die Faltung, die entweder so erfolgen kann, dass sich das Tartanmuster über den ganzen Kilt wiederholt (pleating to the sett) oder derselbe Farbstreifen des Musters in der Mitte jeder Falte erscheint (pleating to the stripe). Es gibt auch Kilts mit Kellerfalten (box pleats). Höherwertige Kilts unterscheiden sich von Billigware zum Beispiel dadurch, dass sie am unteren Rand keinen Saum haben, sondern der Kilt mit der Webkante des Stoffs abschließt.

### Unterwäsche
Ob man den Kilt mit oder ohne Unterwäsche trägt, ist dem persönlichen Geschmack überlassen. Aufgrund der Falten und der Stoffdicke friert man auch ohne Unterwäsche meist nicht. Aus praktischen bzw. hygienischen Gründen wird allerdings heutzutage manchmal Unterwäsche getragen, besonders wenn der Kilt nur von einer Leihfirma geliehen ist.

## Accessoires
Zum Kilt werden oft die Messer Sgian dubh und Dirk getragen. Da ein klassischer Kilt keine Taschen hat, wird stattdessen ein Sporran verwendet. Als Schmuckstück wird häufig eine Kiltnadel am Kilt getragen. Sie verhindert auch, dass die Vorderseite des Kilts durch einen Windstoß aufgeweht wird.

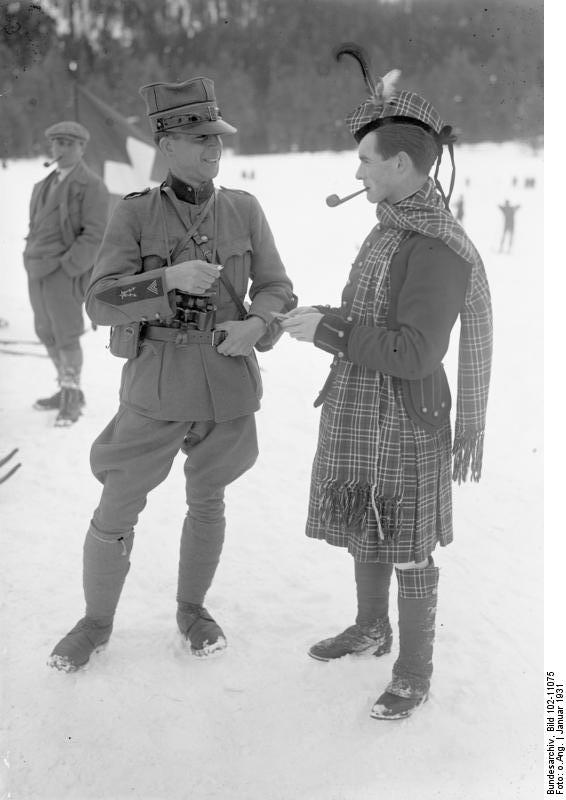
St. Moritz: Schotte und Italiener beim Wintersport, 1931
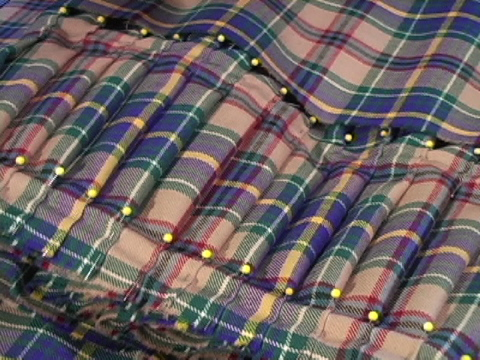
Die Falten eines Kilts
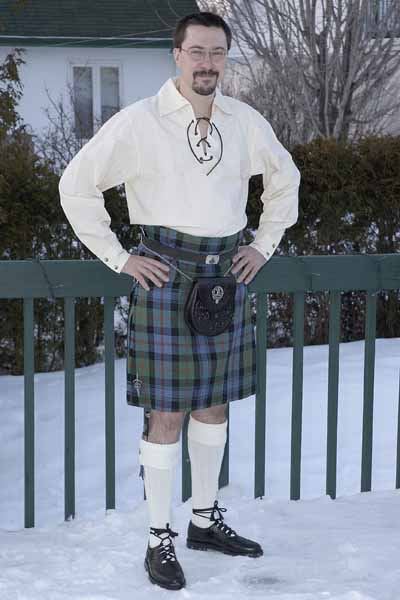
Kilt des Clans Murray
Kilt-Fibel in 800-er Silber

## Einzelbelege
1. ↑  Die traditionelle schottische Hochzeit mit einem Kilt als unverzichtbares Outfit - Moselbook. 22. April 2023, abgerufen am 8. Mai 2023 (deutsch).
2. ↑  Andrew Bolton: The Kilt | Essay | The Metropolitan Museum of Art | Heilbrunn Timeline of Art History. Abgerufen am 8. Mai 2023 (englisch).
3. ↑  Thompson, S. 18f.
4. ↑  Tartan TS853 der Scottish Tartans Society
5. ↑  Tartan - Debian Wiki. Abgerufen am 11. April 2024.